# Galeruca tripoliana
Galeruca tripoliana is een keversoort uit de familie bladkevers (Chrysomelidae). De wetenschappelijke naam van de soort werd in 1873 gepubliceerd door Louis Alexandre Auguste Chevrolat.